# Felicity Feline
Morgan E. Wellinger, född 21 juli 1992 på Long Island i New York, är en amerikansk porrskådespelare, musiker (trummis), näringsrådgivare och yogainstruktör, verksam under artistnamnet Felicity Feline (ibland även som Felicity Fueled). Hon har sedan debuten medverkat i ett 80-tal filmer, främst producerade fram till 2018. Hon spelar trummor i flera lokala hårdrocksband och har även producerat två egna skivor med technorelaterad musik.

## Biografi

### Tidiga år
Hon växte upp i Smithtown, på mellersta Long Island. Hon började spela trummor i fjärde klass, efter att hennes mor anmält sin "hyperaktiva" dotter till en kurs i trumspelande. Därefter spelade hon i olika skolband och rockgrupper med koppling till psykedelisk rock, hårdrock och industrirock. Hennes far inspirerade henne å andra sidan till att testa sporter som fotboll, lacrosse, terrängcykling, gymnastik och volleyboll. I uppväxten drabbades hon av skolios, vilket ledde till ryggträning och ett intresse för yoga och kroppslig hälsa som skulle komma att följa med henne.
I college studerade hon fotografi och grafisk formgivning. Därefter har hon från och till verkat som frilansande fotograf, efter att hon inlett högskolestudier i sociologi.

### Porr och sena 2010-talet
Hon prövade på olika typer av erotiska verksamheter redan vid 18 års ålder, inklusive som webbkameramodell, erotisk modell och strippa. 2013 kontaktades hon i samband med modelljobb under en bilmässa i södra Kalifornien av en agent inom porrbranschen. I den vevan behövde hon pengar till att köpa en ny motorcykel, så hon accepterade förslaget. Ersättningen för "scenen" – en produktion av heterosexuell hårdporr av "mainstreamtyp" – var 2 500 dollar. I intervjuer har hon sagt att den svåraste biten inte var själva inspelningen (hon ser sig själv som en exhibitionist och gränsutforskare) utan mötena efteråt med familj och vänner, vilka hon invaggat i tron att inspelningen rörde något helt annat.
I början av 2015 fick hon förslaget att spela in en film för D&E Media (kända via "Facial Abuse"), som sedan starten 2005 gjort sig ett namn inom produktion av våldspornografi med avancerade S&M-praktiker och fokus på erotisk förnedring. Hon hade vid den tiden ett heltidsjobb hos butikskedjan men hade börjat bli trakasserad på grund av tidigare pornografisk medverkan och ville komma bort från den miljön – vilket pengarna från inspelningen underlättade. Vid sidan av pengarna var hon även nyfiken på den här avancerade genren och lockades av möjligheten att få testa sina egna gränser. Inspelningen, i ett kontorshus i New Jersey, överraskade henne med sin råhet, men produktionsapparaten runtomkring liknade enligt henne arbetsvillkoren inom andra mindre filmbolag. En tid därefter spelade hon in sin första lesbiska scen, tillsammans med India Summer.

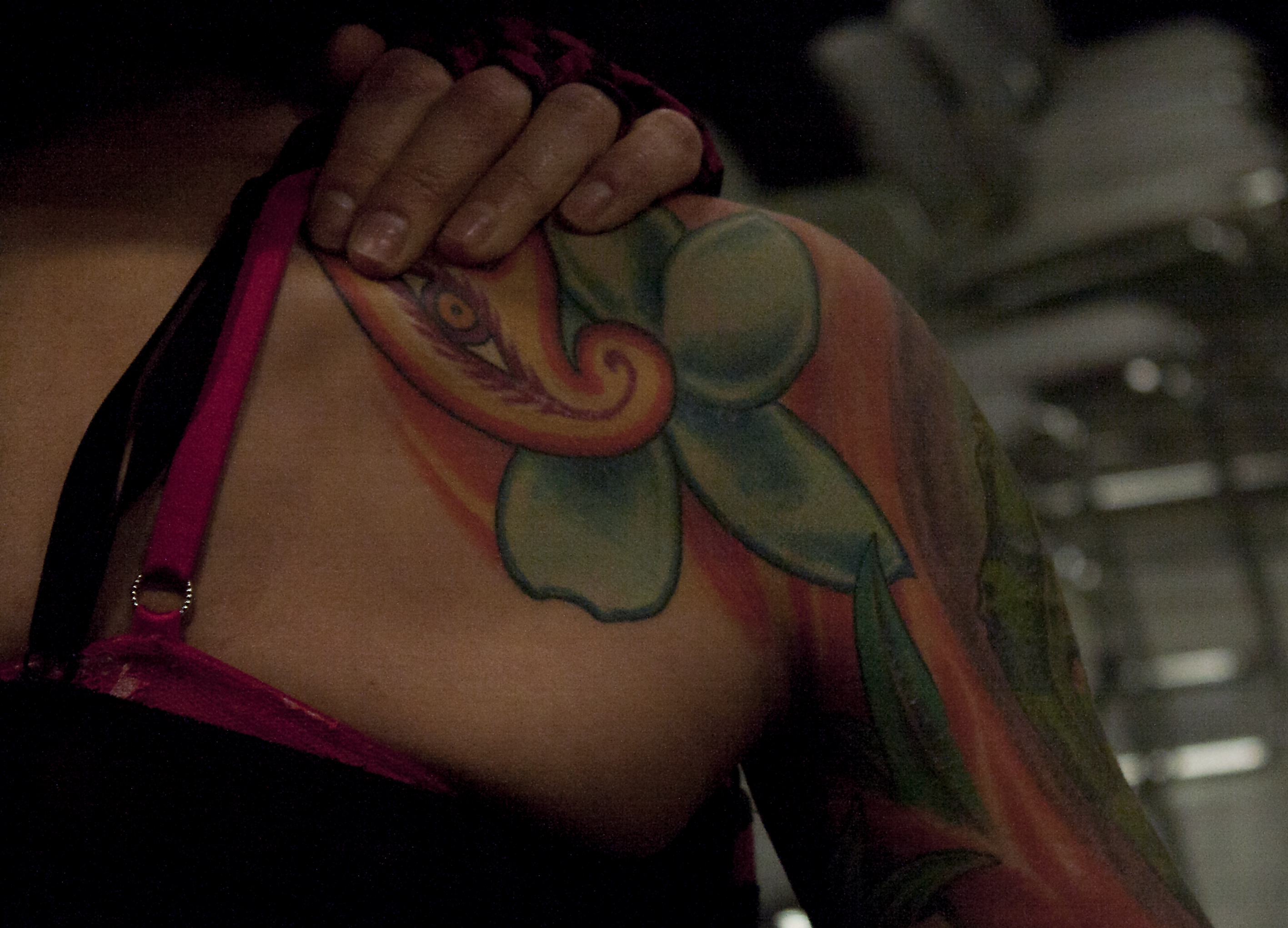
Stora delar av Felicity Felines kropp är tatuerade.

Hennes intresse för tatueringar ledde henne i februari 2015 till medverkan i TV-serien Ink Master på dåvarande Spike TV. Detta var det första av flera tillfällen då hon medverkat i tatueringstävlingar som "mänsklig tavelduk" (human canvas), och vid detta tillfälle lät hon sig samtidigt bli tatuerad av tävlingsprogrammets fyra tidigare vinnare. Sammanlagt har hon 30 olika tatueringar. Samma år flyttade hon till Chicago och drev under ett års tid ett tatueringsbolag, tillsammans med sin dåvarande pojkvän. Under denna tid låg den pornografiska verksamheten nere – efter önskemål från pojkvännen – med undantag för ett kort inhopp på ytterligare en film för D&E Media under senhösten 2015.
Efter uppbrottet från relationen i mitten av 2016 återkom Felicity Feline till porren, och därefter har hon producerat sig bland annat för Jules Jordan, Evil Angel, Brazzers och Mofos. Återkomsten till porren influerades delvis av goda erfarenheter från hennes besök på branschmässan hos AVN i Las Vegas, där hon kände att hon kunde lämna den stigmatisering som porrerfarenheter ofta för med sig i förhållande till en oförstående omgivning.
Däremot har hon avböjt fortsatt samarbete med D&E Media, som sent 2015 planerade att lansera en solosajt med liknande material som i de två filmer hon deltog i för dem. Bolaget registrerade trots detta domänen felicityfeline.com, där de därefter publicerat bloggar och annat material i hennes namn och emot hennes uttryckliga vilja. Bolaget och dess ägare "Duke Skywalker" (riktigt namn Donald Emil Vollenweider alternativt Donato Cassano) är, på grund av återkommande missbruk av affärsrelationer, illa sedd i branschen och portad från exempelvis den årliga AVN-galan.
Hon använde sig första gången av artistnamnet Felicity Feline ('Kattlik Lycka') sommaren 2014, och därefter har hon konsekvent nyttjat det i samband med alla sina olika uppdrag – från porr till näringsrådgivning till musikarbete. Hon inregistrerade det som varumärke 2016. Felicity Feline hördes dock redan 1957, i avsnitt 544 av den amerikanska radiopjäsen Yours Truly, Johnny Dollar. Avsnittet hette "The Felicity Feline Matter". I Stephen Walkers dokumentärfilm Hardcore (2001) förekommer rollfiguren "Felicity", hämtad från en produktion hos Max Hardcore.
Sedan 2018 har hon, vad gäller pornografiskt arbete, nästan enbart gjort egenproducerat material, vilket hon bland annat sålt via e-handelsplattformen Manyvids.com. Hon har även lanserat sig på Onlyfans, med olika typer av videomaterial och shower. Genom missbruket av hennes artistnamn har hon i många sammanhang även marknadsfört sig under beteckningen Felicity Fueled.

### Musik och senare år
På senare år har hon satsat mer på sina musikaktiviteter, och hon har blivit mer aktiv inom produktion av elektronisk musik.
2019 producerade hon sin egen techno-baserade debutplatta Depraved Days, som hon året efter följde upp med den elektroniska Pipe Dream. Båda gavs ut i egen regi. Låtarna på Depraved Days innehåller ett antal samplade röster från faktiska porrfilmer som hon deltagit i, och låttitlar som "Gag on It (Straight Down)", "Pawn Shop to Porn Prop " och "Bad Doggy (Work Harder)" antyder osminkade beskrivningar inifrån produktionen av en ganska speciell del av filmbranschen.
Därutöver spelar hon anno 2021 trummor i tre olika hårdrocksband – Circle of Sights, Constraints of Light och Distorted Pony. Fram till 2019 skötte hon trummorna för banden Ancient Fears och Garbeast. De flesta av banden har verkat inom genrerna "sludge", "doom metal" eller "progressive doom".
Under 2020 års covid-19-pandemi, med dess påbud om social distansering, ställdes i princip alla inspelningar av filmer inom den nordamerikanska porrbranschen in. Felicity Feline ägnade tiden åt att skaffa sig en examen i näringsfysiologi, och gick sedan en distansutbildning till yogainstruktör. Därefter har hon lanserat sig som fri företagare även inom dessa sektorer.
Hon har gjort enstaka inhopp som skådespelare inom independentfilm. 2017 syntes hon i Ghost Source Zero, inspelad i Brooklyn under 2015 av regidebutanten Mark Cheng. I den här SF-actionfilmen spelade hon rollen som "Andrew Hann Sex Bot 1", och hon listades under sitt civila namn Morgan Wellinger. 2020 och 2021 spelade hon rollfiguren "Sheeky" i Fade Out Ray och Dreaming Hollywood, båda regisserade av Frank Martinez.

### Privatliv och åsikter

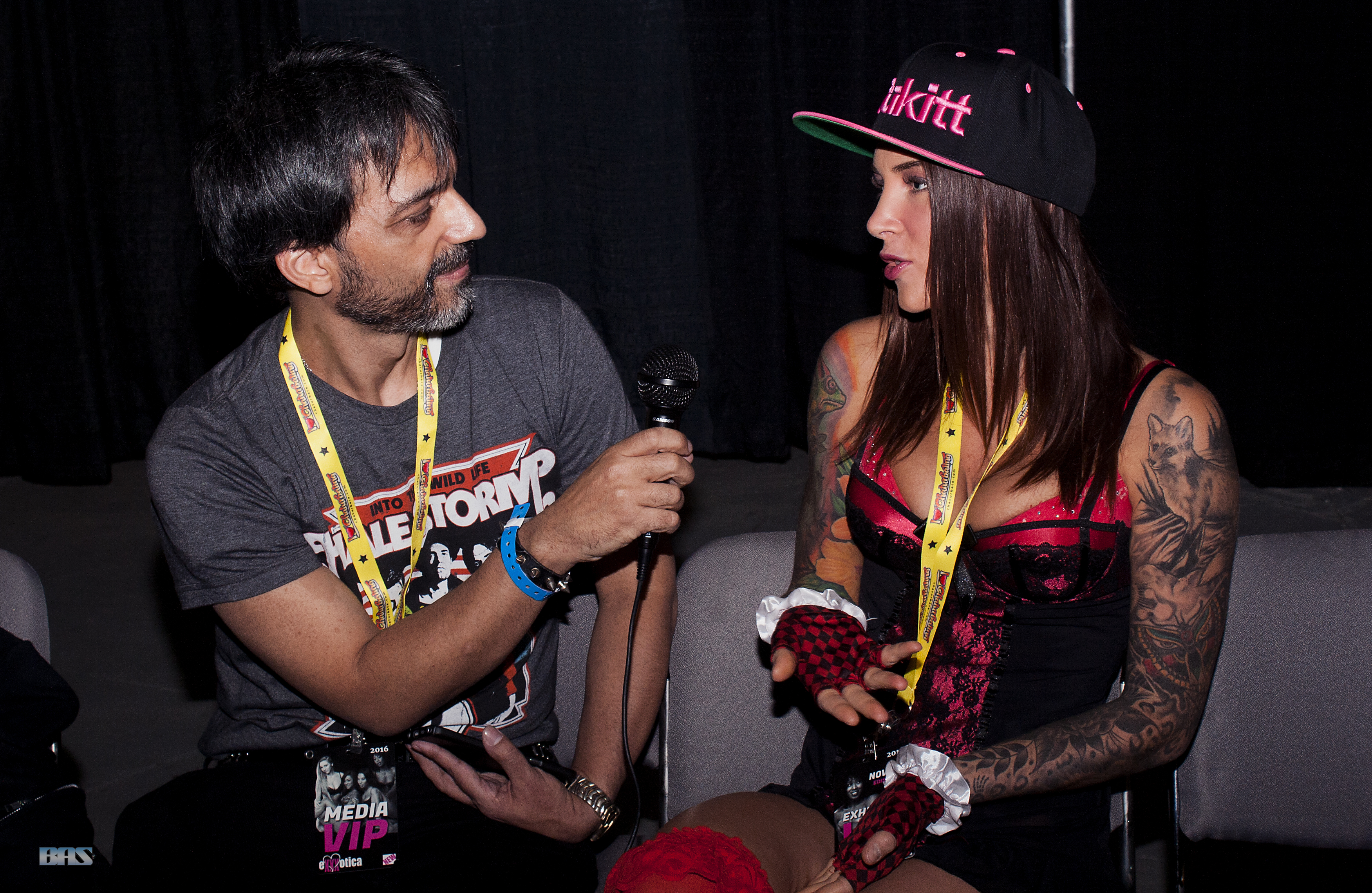
Felicity Feline (här intervjuad under Exxxotica-mässan 2016) bidrar gärna med sina åsikter i olika frågor.

På senare år har hon profilerat sig som en "hälsojunkie"; hon har tidvis varit vegan och har därefter övergått till en ren stenålderskost. Matallergi är en av orsakerna till detta.
Hon har i likhet med många andra porrskådespelare (jämför Riley Reid) uttryckt svårigheter med att kunna kombinera ett arbete som sexarbetare med stabila relationer. I självutlämnande videobloggar på bland annat Youtube har hon uttalat sig omkring riskerna för unga inom porrindustrin, liksom av nödvändigheten av att vara "hårdhudad" för att kunna trivas som medverkande i branschen. Hon menar också att en hel del våldspornografi produceras helt utan manus, med improvisationer som ökar hälsoriskerna för de medverkande.  Hon är en av ett antal aktivister som propagerar för att införa en 21-årsgräns för porrskådespelare. Privat har hon åter etablerat goda kontakter med sin familj, efter en viss distans under hennes mest aktiva "porrperiod" i mitten och slutet av 2010-talet.
Hennes val att använda sitt artistnamn i olika sammanhang har varit ett tveeggat svärd. Hennes medverkan åren 2015–2017 i ett antal avancerade pornografiska produktioner (där utdrag ur filmerna får många visningar på Pornhub och liknande videoplattformar) har lett till fortsatt hög synlighet för henne, och i förlängningen extra inkomster för hennes sexrelaterade affärsverksamhet. Samtidigt har detta lett till svårigheter att etablera affärskontakter inom hennes övriga arbetsfält, på grund av uppdragsgivares tveksamhet inför att köpa tjänster från personer med tvivelaktigt rykte.
I flera intervjuer har hon beskrivits som en renässansmänniska, i sitt ständiga utforskande av nya verksamhetsfält.

## Verk

### Pornografisk film (urval)[1]
- Hot, But Stupid, D&E Media Networks, 2015
- Anal Encores, Evil Angel, 2016
- Assie, assylum.com, 2016
- Felicity Feline Best Blowjob, spizoo.com, 2016
- Nice Girls Swallow 6, Jules Jordan Video, 2016
- Professional Anal Whores, Burning Angel, 2016
- Tattooed Busty Babe Tries Anal, mofos.com, 2016
- Bloodthirsty Biker Babes 1, Brazzers, 2017
- Dare Dorm 31, Reality Kings, 2017
- Felicity Feline Raw Attack, rawattack.com, 2018
- Anal Is How She Likes It 2, 3rd Degree, 2019
- Conor Coxxx's Groupie Sluts 2, Concoxxxion, 2020
- Bang the Drummer, Brazzers, 2021

### Övrig film och TV (urval)
- Miss Renegade, 2013 (Renegade Classics Store 2013 Pageant Winner)
- Sausage Castle, Mike Busey, 2015, dokumentärserie på Vice (Orlando, FL)
- Spike TV Ink Master, juni 2016, avsnittet "Master Vs. Master"
- Ghost Source Zero, 2017 (som Morgan Wellinger, i rollen som "Andrew Hann Sex Bot 1")

### Modellarbeten (urval)
- Harley Davidson, 2015 (Spring 2015 Catalogue)
- Miss Full Throttle, 2015 (Full Throttle Magazine 2015 Pageant Winner)

### Diskografi
Solo
- Depraved Days (2019, egenutgiven)
- Pipe Dream (2020, egenutgiven)

Constraints of Light
- Damage Reduction (hösten 2021, EP)

## Priser och nomineringar[1]
- nominerad – "Fan Award: Hottest Newcomer", AVN Awards 2017
- nominerad – "Best Girl-Girl Scene" (för Bloodthirsty Biker Babes 1), Inked Awards 2018
- nominerad – "Best Group Scene" (för Bloodthirsty Biker Babes 2), Inked Awards 2018
- nominerad – "Starlet of the Year", Inked Awards 2018